# Giải đua ô tô Công thức 1 Bahrain 2008
Giải đua ô tô Công thức 1 Bahrain năm 2008 là chặng đua thứ ba của giải vô địch thế giới Công thức 1 năm 2008. Giải được tổ chức từ ngày 4 đến ngày 6 tháng 4 năm 2008.

## Xếp hạng chi tiết
| TT      | Số xe | Tay đua              | Đội đua             | Vòng | Thời gian/Bỏ cuộc | Xuất phát | Điểm |
| ------- | ----- | -------------------- | ------------------- | ---- | ----------------- | --------- | ---- |
| 1       | 2     | Felipe Massa         | Ferrari             | 57   | 1:31:06.970       | 2         | 10   |
| 2       | 1     | Kimi Räikkönen       | Ferrari             | 57   | + 3.339           | 4         | 8    |
| 3       | 4     | Robert Kubica        | BMW Sauber          | 57   | + 4.998           | 1         | 6    |
| 4       | 3     | Nick Heidfeld        | BMW Sauber          | 57   | + 8.409           | 6         | 5    |
| 5       | 23    | Heikki Kovalainen    | McLaren-Mercedes    | 57   | + 26.789          | 5         | 4    |
| 6       | 11    | Jarno Trulli         | Toyota              | 57   | + 41.314          | 7         | 3    |
| 7       | 10    | Mark Webber          | Red Bull-Renault    | 57   | + 45.473          | 11        | 2    |
| 8       | 7     | Nico Rosberg         | Williams-Toyota     | 57   | + 55.889          | 8         | 1    |
| 9       | 12    | Timo Glock           | Toyota              | 57   | + 1:09.500        | 13        |      |
| 10      | 5     | Fernando Alonso      | Renault             | 57   | + 1:17.181        | 10        |      |
| 11      | 17    | Rubens Barrichello   | Honda               | 57   | + 1:17.862        | 12        |      |
| 12      | 21    | Giancarlo Fisichella | Force India-Ferrari | 56   | + 1 vòng          | 18        |      |
| 13      | 22    | Lewis Hamilton       | McLaren-Mercedes    | 56   | + 1 vòng          | 3         |      |
| 14      | 8     | Kazuki Nakajima      | Williams-Toyota     | 56   | + 1 vòng          | 16        |      |
| 15      | 14    | Sébastien Bourdais   | Toro Rosso-Ferrari  | 56   | + 1 vòng          | 15        |      |
| 16      | 19    | Anthony Davidson     | Super Aguri-Honda   | 56   | + 1 vòng          | 21        |      |
| 17      | 18    | Takuma Sato          | Super Aguri-Honda   | 56   | + 1 vòng          | 22        |      |
| 18      | 9     | David Coulthard      | Red Bull-Renault    | 56   | + 1 vòng          | 17        |      |
| 19      | 20    | Adrian Sutil         | Force India-Ferrari | 56   | + 2 vòng          | 20        |      |
| Bỏ cuộc | 6     | Nelson Piquet Jr.    | Renault             | 40   | Hộp số            | 14        |      |
| Bỏ cuộc | 16    | Jenson Button        | Honda               | 19   | Tai nạn           | 9         |      |
| Bỏ cuộc | 15    | Sebastian Vettel     | Toro Rosso-Ferrari  | 0    | Động cơ           | 19        |      |